# Diambars Football Club de Saly 2013
Questa voce raccoglie le informazioni riguardanti il Diambars Football Club de Saly nelle competizioni ufficiali della stagione 2013.

## Stagione
Nella seconda annata disputata nella massima divisione senegalese, il Diambars ha centrato la vittoria finale in campionato e la conseguente qualificazione alla Champions League 2014. Seydina Keita è stato il calciatore più utilizzato in campionato, con le sue 29 presenze. Amidou Diop è stato invece il miglior marcatore a quota 8 reti.

## Rosa
| N. |                    | Ruolo | Calciatore          |
| -- | ------------------ | ----- | ------------------- |
|    | Senegal (bandiera) | P     | Nfaly Badji         |
|    | Senegal (bandiera) | P     | Abdoulaye Gueye     |
|    | Senegal (bandiera) | P     | Ousmane Mané        |
|    | Senegal (bandiera) | D     | El Hadji Sady Gueye |
|    | Senegal (bandiera) | D     | Seydina Keita       |
|    | Senegal (bandiera) | D     | Mamadou Ndaw        |
|    | Senegal (bandiera) | D     | Djiby Ndiaye        |
|    | Senegal (bandiera) | D     | Souleymane Sagna    |
|    | Senegal (bandiera) | D     | Khassim Soumaré     |
|    | Senegal (bandiera) | D     | Assane Sylla        |
|    | Senegal (bandiera) | D     | Ibrahima Thiabou    |
|    | Senegal (bandiera) | D     | Ousseynou Thioune   |
|    | Senegal (bandiera) | C     | Souleymane Cissé    |
|    | Senegal (bandiera) | C     | Amidou Diop         |

| N. |                    | Ruolo | Calciatore            |
| -- | ------------------ | ----- | --------------------- |
|    | Senegal (bandiera) | C     | Matar Fall            |
|    | Senegal (bandiera) | C     | Moustapha Fofana      |
|    | Senegal (bandiera) | C     | Emmanuel Gomis        |
|    | Senegal (bandiera) | C     | Serge Gomis           |
|    | Senegal (bandiera) | C     | Salim Mamadou Ndao    |
|    | Senegal (bandiera) | C     | Ousseynou Ndiaye      |
|    | Senegal (bandiera) | A     | Mamadou Ba            |
|    | Senegal (bandiera) | A     | Ousseynou Boye        |
|    | Senegal (bandiera) | A     | Arfang Boubacar Daffé |
|    | Senegal (bandiera) | A     | Simon Diédhiou        |
|    | Senegal (bandiera) | A     | Mignane Diouf         |
|    | Senegal (bandiera) | A     | Dame Gueye            |
|    | Senegal (bandiera) | A     | Pape Moussa Sow       |
|    | Senegal (bandiera) | A     | Abdou Thiam           |

## Risultati

### Ligue 1

#### Girone di andata
| 13 gennaio 2013 1ª giornata | Guédiawaye | 1 – 1 referto | Diambars |  |

| 19 gennaio 2013 2ª giornata | Diambars | 2 – 1 referto | Port Autonome |  |

| 26 gennaio 2013 3ª giornata | Yeggo Dakar | 0 – 1 referto | Diambars |  |

| 2 febbraio 2013 4ª giornata | Diambars | 3 – 1 referto | La Linguère |  |

| 10 febbraio 2013 5ª giornata | Touré Kunda | 1 – 1 referto | Diambars |  |

| 16 febbraio 2013 6ª giornata | Diambars | 2 – 0 referto | Pikine |  |

| 23 febbraio 2013 7ª giornata | Gorée | 1 – 1 referto | Diambars |  |

| 2 marzo 2013 8ª giornata | Diambars | 3 – 2 referto | Niarry Tally |  |

| 11 marzo 2013 9ª giornata | Dakar | 0 – 1 referto | Diambars |  |

| 28 aprile 2013 10ª giornata | Diambars | 3 – 0 referto | Ouakam |  |

| 22 marzo 2013 11ª giornata | Diaraf | 1 – 0 referto | Diambars |  |

| 1º aprile 2013 12ª giornata | Diambars | 3 – 1 referto | ASSUR |  |

| 7 aprile 2013 13ª giornata | Diambars | 1 – 0 referto | Douanes |  |

| 14 aprile 2013 14ª giornata | Olympique de Ngor | 0 – 0 referto | Diambars |  |

| 17 aprile 2013 15ª giornata | Diambars | 0 – 1 referto | Casa Sports |  |

#### Girone di ritorno
| 12 maggio 2013 16ª giornata | Casa Sports | 0 – 0 referto | Diambars |  |

| 18 maggio 2013 17ª giornata | Diambars | 2 – 2 referto | Olympique de Ngor |  |

| 24 maggio 2013 18ª giornata | Douanes | 2 – 1 referto | Diambars |  |

| 1º giugno 2013 19ª giornata | ASSUR | 2 – 0 referto | Diambars |  |

| 9 giugno 2013 20ª giornata | Diambars | 0 – 0 referto | Diaraf |  |

| 15 giugno 2013 21ª giornata | Ouakam | 4 – 2 referto | Diambars |  |

| 22 giugno 2013 22ª giornata | Diambars | 3 – 1 referto | Dakar |  |

| 29 giugno 2013 23ª giornata | Niarry Tally | 1 – 0 referto | Diambars |  |

| 10 luglio 2013 24ª giornata | Diambars | 1 – 1 referto | Gorée |  |

| 13 luglio 2013 25ª giornata | Pikine | 1 – 0 referto | Diambars |  |

| 27 luglio 2013 26ª giornata | Diambars | 1 – 1 referto | Touré Kunda |  |

| 4 agosto 2013 27ª giornata | La Linguère | 2 – 3 referto | Diambars |  |

| 10 agosto 2013 28ª giornata | Diambars | 2 – 0 referto | Yeggo Dakar |  |

| 15 agosto 2013 29ª giornata | Port Autonome | 0 – 0 referto | Diambars |  |

| 18 agosto 2013 30ª giornata | Diambars | 4 – 0 referto | Guédiawaye |  |

### Coupe du Sénégal
| 24 aprile 2013 Trentaduesimi di finale | Saloum | 0 – 2 referto | Diambars |  |

| 5 maggio 2013 Sedicesimi di finale | Diambars | 2 – 3 referto | Renaissance de Dakar |  |

## Statistiche

### Statistiche dei giocatori
| Giocatore   | Ligue 1  | Ligue 1 | Ligue 1     | Ligue 1    | Coupe du Sénégal | Coupe du Sénégal | Coupe du Sénégal | Coupe du Sénégal | Coppe internazionali | Coppe internazionali | Coppe internazionali | Coppe internazionali | Altre coppe | Altre coppe | Altre coppe | Altre coppe | Totale   | Totale | Totale      | Totale     |
| Giocatore   | Presenze | Reti    | Ammonizioni | Espulsioni | Presenze         | Reti             | Ammonizioni      | Espulsioni       | Presenze             | Reti                 | Ammonizioni          | Espulsioni           | Presenze    | Reti        | Ammonizioni | Espulsioni  | Presenze | Reti   | Ammonizioni | Espulsioni |
| ----------- | -------- | ------- | ----------- | ---------- | ---------------- | ---------------- | ---------------- | ---------------- | -------------------- | -------------------- | -------------------- | -------------------- | ----------- | ----------- | ----------- | ----------- | -------- | ------ | ----------- | ---------- |
| M. Ba       | 7        | 1       | ?           | ?          | ?                | ?                | ?                | ?                |                      |                      |                      |                      |             |             |             |             | 7+       | 1+     | 0+          | 0+         |
| N. Badji    | 6        | -?      | ?           | ?          | ?                | -?               | ?                | ?                |                      |                      |                      |                      |             |             |             |             | 6+       | 0+     | 0+          | 0+         |
| O. Boye     | 17       | 3       | ?           | ?          | ?                | ?                | ?                | ?                |                      |                      |                      |                      |             |             |             |             | 17+      | 3+     | 0+          | 0+         |
| S. Cissé    | 10       | 1       | ?           | ?          | ?                | ?                | ?                | ?                |                      |                      |                      |                      |             |             |             |             | 10+      | 1+     | 0+          | 0+         |
| A. Daffé    | 16       | 2       | ?           | ?          | ?                | ?                | ?                | ?                |                      |                      |                      |                      |             |             |             |             | 16+      | 2+     | 0+          | 0+         |
| S. Diédhiou | 13       | 3       | ?           | ?          | ?                | ?                | ?                | ?                |                      |                      |                      |                      |             |             |             |             | 13+      | 3+     | 0+          | 0+         |
| A. Diop     | 27       | 8       | ?           | ?          | ?                | ?                | ?                | ?                |                      |                      |                      |                      |             |             |             |             | 27+      | 8+     | 0+          | 0+         |
| M. Diouf    | 19       | 5       | ?           | ?          | ?                | ?                | ?                | ?                |                      |                      |                      |                      |             |             |             |             | 19+      | 5+     | 0+          | 0+         |
| M. Fall     | 18       | 1       | ?           | ?          | ?                | ?                | ?                | ?                |                      |                      |                      |                      |             |             |             |             | 18+      | 1+     | 0+          | 0+         |
| M. Fofana   | 8        | 0       | ?           | ?          | ?                | ?                | ?                | ?                |                      |                      |                      |                      |             |             |             |             | 8+       | 0+     | 0+          | 0+         |
| E. Gomis    | 22       | 3       | ?           | ?          | ?                | ?                | ?                | ?                |                      |                      |                      |                      |             |             |             |             | 22+      | 3+     | 0+          | 0+         |
| S. Gomis    | 5        | 0       | ?           | ?          | ?                | ?                | ?                | ?                |                      |                      |                      |                      |             |             |             |             | 5+       | 0+     | 0+          | 0+         |
| A. Gueye    | 4        | -?      | ?           | ?          | ?                | -?               | ?                | ?                |                      |                      |                      |                      |             |             |             |             | 4+       | 0+     | 0+          | 0+         |
| D. Gueye    | 10       | 1       | ?           | ?          | ?                | ?                | ?                | ?                |                      |                      |                      |                      |             |             |             |             | 10+      | 1+     | 0+          | 0+         |
| E. Gueye    | 24       | 0       | ?           | ?          | ?                | ?                | ?                | ?                |                      |                      |                      |                      |             |             |             |             | 24+      | 0+     | 0+          | 0+         |
| S. Keita    | 29       | 3       | ?           | ?          | ?                | ?                | ?                | ?                |                      |                      |                      |                      |             |             |             |             | 29+      | 3+     | 0+          | 0+         |
| O. Mané     | 4        | -?      | ?           | ?          | ?                | -?               | ?                | ?                |                      |                      |                      |                      |             |             |             |             | 4+       | 0+     | 0+          | 0+         |
| S. Ndao     | 20       | 1       | ?           | ?          | ?                | ?                | ?                | ?                |                      |                      |                      |                      |             |             |             |             | 20+      | 1+     | 0+          | 0+         |
| M. Ndaw     | 1        | 0       | ?           | ?          | ?                | ?                | ?                | ?                |                      |                      |                      |                      |             |             |             |             | 1+       | 0+     | 0+          | 0+         |
| D. Ndiaye   | 19       | 0       | ?           | ?          | ?                | ?                | ?                | ?                |                      |                      |                      |                      |             |             |             |             | 19+      | 0+     | 0+          | 0+         |
| O. Ndiaye   | 28       | 5       | ?           | ?          | ?                | ?                | ?                | ?                |                      |                      |                      |                      |             |             |             |             | 28+      | 5+     | 0+          | 0+         |
| S. Sagna    | 0        | 0       | ?           | ?          | ?                | ?                | ?                | ?                |                      |                      |                      |                      |             |             |             |             | 0+       | 0+     | 0+          | 0+         |
| K. Soumaré  | 27       | 0       | ?           | ?          | ?                | ?                | ?                | ?                |                      |                      |                      |                      |             |             |             |             | 27+      | 0+     | 0+          | 0+         |
| P. Sow      | 14       | 4       | ?           | ?          | ?                | ?                | ?                | ?                |                      |                      |                      |                      |             |             |             |             | 14+      | 4+     | 0+          | 0+         |
| A. Sylla    | 7        | 0       | ?           | ?          | ?                | ?                | ?                | ?                |                      |                      |                      |                      |             |             |             |             | 7+       | 0+     | 0+          | 0+         |
| I. Thiabou  | 4        | 0       | ?           | ?          | ?                | ?                | ?                | ?                |                      |                      |                      |                      |             |             |             |             | 4+       | 0+     | 0+          | 0+         |
| A. Thiam    | 8        | 0       | ?           | ?          | ?                | ?                | ?                | ?                |                      |                      |                      |                      |             |             |             |             | 8+       | 0+     | 0+          | 0+         |
| O. Thioune  | 26       | 0       | ?           | ?          | ?                | ?                | ?                | ?                |                      |                      |                      |                      |             |             |             |             | 26+      | 0+     | 0+          | 0+         |